# Letzter Saibling
Letzter Saibling – Der vierte Altaussee-Krimi ist ein österreichischer Fernsehfilm aus der Reihe Der Altaussee-Krimi aus dem Jahr 2023 von Julian Pölsler mit Johannes Silberschneider, Caroline Frank und Gerhard Ernst. 
Das Drehbuch des Kriminalfilms basiert auf dem gleichnamigen Altaussee-Krimi von Herbert Dutzler. Nach Letzter Kirtag (2020), Letzter Gipfel (2021) und Letzte Bootsfahrt (2022) handelt es sich um den vierten Film der Altaussee-Krimireihe.

## Handlung
In ihrem vierten Fall erhält Dorfpolizist Gruppeninspektor Franz Gasperlmaier von Frau Doktor Jolante Schwarz vom Landeskriminalamt Steiermark Unterstützung bei den Ermittlungen. Nachdem Gasperlmaiers Vorgesetzter Postenkommandant Friedrich Kahlß nach übermäßigem Konsum von Leberkässemmeln und einem leichten Herzinfarkt im Krankenhaus ist, wird ihm Aspirantin Inspektorin Michaela „Michi“ Reiter zur Seite gestellt. Gasperlmaier wird vorübergehend Postenkommandant.
Im Toplitzsee findet ein Taucher einen abgetrennten rechten Unterschenkel. Dieser wurde laut Pathologen Dr. Kapaun post mortem mit einer Motorsäge abgetrennt. Gasperlmaiers Schwiegermutter hat den Verdacht, dass es sich bei dem Opfer um Mathias Grubauer handelt, weil er seit zwei Monaten keinen Lärm mehr mit seinem Moped vor ihrem Haus verursacht. 
Laut dessen Mutter, der Grubauerin, ist er vor zwei Monaten verschwunden. Allerdings hat er ihr regelmäßig Mails aus Spanien gesendet. Bald darauf finden Taucher weitere Leichenteile mit einer Tätowierung am linken Unterschenkel sowie das Motorrad von Mathias Grubauer.
Jessica „Jessi“ Grubauer verdächtigt Max Hillbrand, ihren Bruder ermordet zu haben. Der gibt an, Mathias Grubauer zuletzt am 22. Juli gesehen zu haben. Die Mailadresse wurde erst am 24. Juli angelegt, vermutlich um das Verschwinden von Mathias zu vertuschen. Zuletzt gesehen wurde das Opfer Mathias Grubauer beim jährlichen Fischessen des Altausseer Skiclubs. 
Laut Fischerhüttenwirt war bei dem Essen unter anderem Bankdirektor und Skiclub-Präsident Taler und Skiclub-Kassier Beppo Pichler dabei, außerdem Kilian Köberl, dem seit Längerem ein Bein fehlt, sowie Josefine Kain und deren Mann Helmut „Heli“ Kain und Lissi Egger.
Bald darauf findet eine deutsche Touristin eine zweite, diesmal kopflose Leiche in der Nähe der Ranftlmühle. Bei dem Opfer handelt es sich um Josefine Kain, die anhand eines Armbandes identifiziert wird. Ihr Mann Helmut unterrichtet an der Holzbaufachschule Hallstatt. Dr. Schwarz verdächtigt ihn, seine Frau aus Eifersucht ermordet zu haben, außerdem hat er für die Tatzeit kein Alibi. Helmut streitet die Tat jedoch ab. 
Ein weiterer Verdächtiger ist Bankdirektor Thaler. Zwischenzeitlich sind Jessi Grubauer und Max Hillbrand verschwunden, die beiden werden zur Fahndung ausgeschrieben. Taler wird einige Zeit später erhängt aufgefunden, er wurde laut Dr. Kapaun allerdings erdrosselt und post mortem aufgehängt. Jene Mails, die das Verschwinden von Grubauer verschleiern sollten, wurden von Direktor Talers Computer versendet. 
Dr. Schwarz vermutet also, dass Taler mit den Morden zu tun hatte. Thalers Ehefrau gibt an, zur Tatzeit des Mordes an ihrem Mann bei ihrem Liebhaber Beppo gewesen zu sein. Sie hatte beim Fischessen herausgefunden, dass ihr Mann sie mit einer anderen betrügt, und wollte dies beweisen, damit sie das Haus und Unterhalt bekommt.
Friedrich Kahlß erfährt über einen Bekannten bei der Interpol, dass Jessi Grubauer und Max Hillbrand von der italienischen Polizei in Jesolo wegen illegalem Besitz von Marihuana festgenommen wurden und als Tatverdächtige ausscheiden. Gasperlmaier wird mitten in der Nacht angerufen. Am telefonisch vereinbarten Treffpunkt trifft er auf Kilian Köberl, der ihn fesselt und mit einer Motorsäge bedroht. Köberl gesteht den Mord an Mathias Grubauer, weil er ihm die Schuld gab, dass er beim Abfahrtsrennen am Loser sein Bein verloren hatte. Josefine Kain wurde Zeugin des Mordes und musste daher ebenfalls sterben, ihren Kopf hatte er mit der Motorsäge abgetrennt. Direktor Taler hatte er im Streit ermordet. Gasperlmaier gelingt daraufhin die Flucht. Am nächsten Tag erfährt er von Dr. Schwarz, dass sich Köberl vor den Zug geworfen hat.

## Produktion und Hintergrund
Die Dreharbeiten fanden vom 6. September bis zum 3. Oktober 2022 statt, gedreht wurde in Bad Aussee in der Steiermark. 
Produziert wurde der Film von der Coop99 und der Juwel Film Production von Julian Pölsler in Kooperation mit ServusTV. Unterstützt wurde die Produktion vom Fernsehfonds Austria, von Cinestyria Filmcommission and Fonds, dem Land Oberösterreich sowie dem Tourismusverband Ausseerland-Salzkammergut.
Die Kamera führte Hermann Dunzendorfer, die Montage verantwortete Andrea Wagner und das Casting Ulrike Putzer. Das Szenenbild gestaltete Florian Hödl, das Kostümbild Ingrid Leibezeder, das Maskenbild Monika Puymann und Birgit Hirscher und den Ton Johannes Baumann. Im September 2023 begannen die Dreharbeiten zum fünften Teil Letzter Jodler.
In einer Nebenrolle spielt Sabine Petzl, Moderation des rechtsextremen Senders AUF1 mit.
Vor dem Abspann wurde „Im Gedenken an Julia Gschnitzer † und Josef Thalmaier † und Heinz Leuner †“ eingeblendet.

## Veröffentlichung
Premiere war am 12. Oktober 2023 in Altaussee. Auf ServusTV wurde der Film am 28. Oktober 2023 erstmals ausgestrahlt. Der Programmchef von ServusTV, Ferdinand Wegscheider spielt in einer Nebenrolle den Pfarrer Ainhirn.

## Rezeption
TV Spielfilm schrieb, dass die vierte Verfilmung vor allem durch ihre sympathisch-schrulligen Figuren, den schön trockenen Humor und die tollen Landschaftsaufnahmen überzeuge. Lediglich die penetrante Musikuntermalung nerve schnell.